# Fonts de la història de Suècia
Les Fonts de la història de Suècia, són escassos els documents escrits contemporanis als fets relatats de la història antiga de Suècia. Les poques fonts existents són sovint estrangeres, tardanes, plenes d'incerteses i contradiccions i fins i tot fantasioses. L'arqueologia i la lingüística contribueixen a augmentar el coneixement històric, en especial per les pedres rúniques (amb inscripcions i gravats), monedes i objectes trobats, així com vestigis arqueològics i ruïnes.

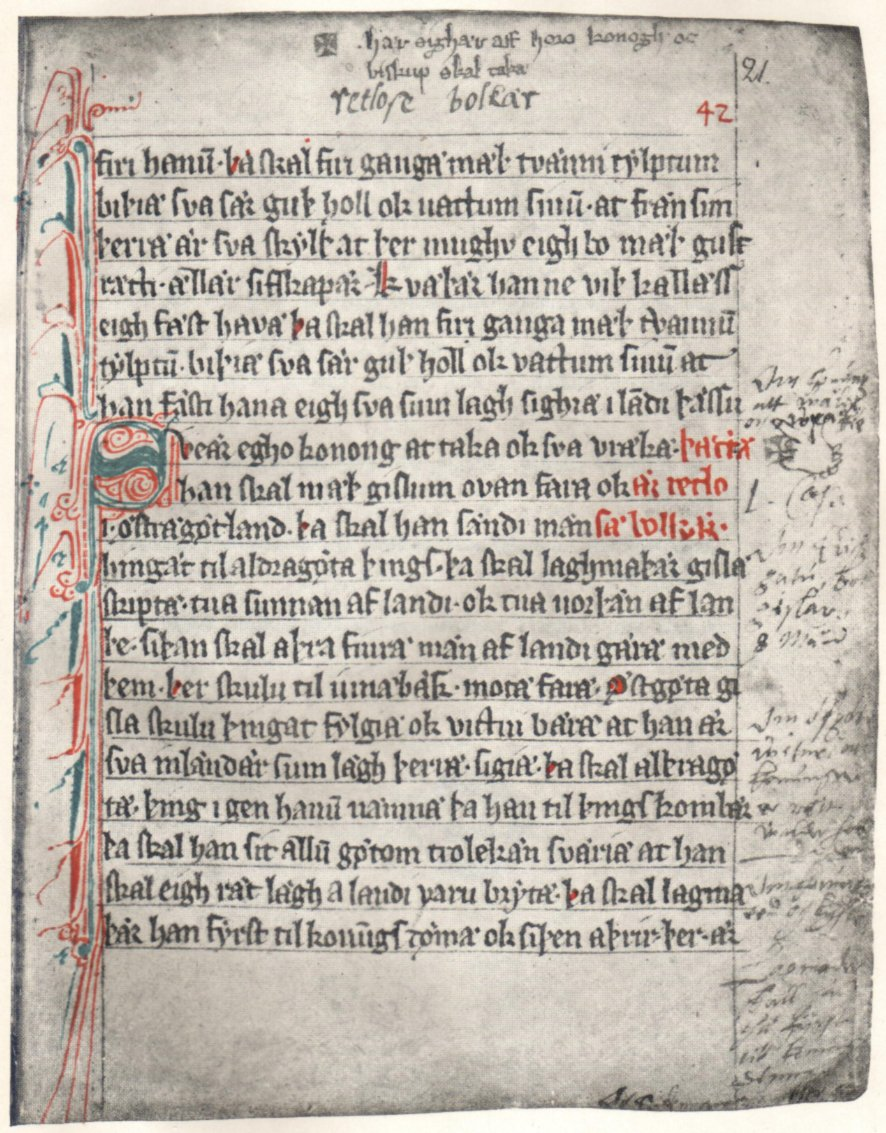
Pàgina de la Llei de Gotalàndia Occidental, segle XIII

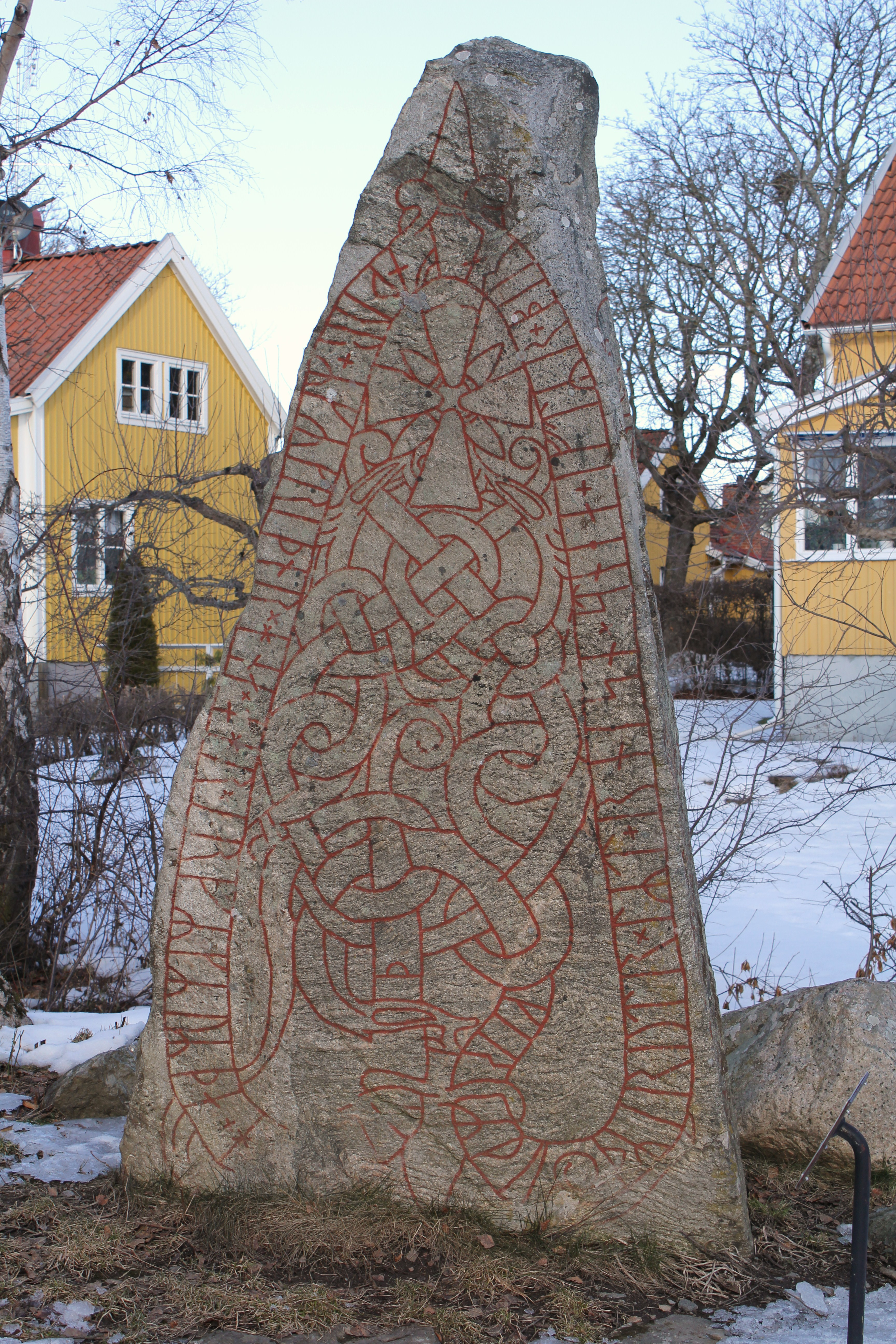
Pedra d'Ängby, a Suècia

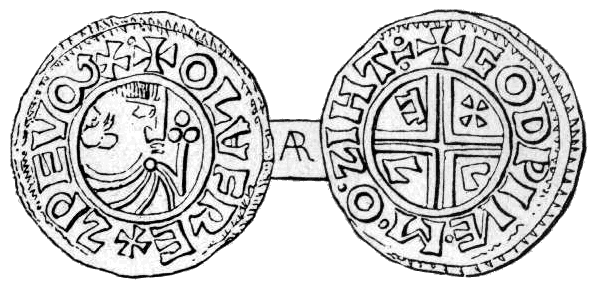
Moneda d'argent encunyada a Sigtuna durant el regnat d'Olaf el Tresorer

## Fonts secundàries
- Naturalis Historia del naturalista romà Plini el Vell, segle I.[7]
- Germània de l'historiador romà Tàcit, segle i.[1][7][8]
- Geographia del científic grecoegipci Ptolemeu, segle II.[1][9]
- Relats desapareguts del geògraf i explorador grec Píteas, segle IV.[1][10]
- Gética de l'historiador romà d'Orient Jordanes, segle VI.[11]
- Ynglingatal de l'skald noruec Tiodolf de Hvinir, segle ix.
- Gesta Hammaburgensis Ecclesia de l'historiador alemany Adam de Bremen, segle xi.[12]
- Beowulf, poema anglosaxó, segle XI
- Gesta Danorum de l'historiador danés Saxo Grammaticus, segle xii.
- Islendingabók de l'historiador irlandés Ari el Savi, segle XII.
- Historia Norwegie d'autor anònim, segle XII.
- Saga de Hervör, segle XIII.
- Llei de Gotalàndia Occidental, llei provincial sueca, segle xiii.
- Heimskringla, Ynglingasaga, de l'historiador islandés Snorri Sturluson, segle xiii.[12]
- Hversu Noregr byggdist, segle xiv.
- Crònica Sueca, d'autor desconegut, segle xv.
- Historia de omnibus Gothorum Sveonomque regibus, de l'historiador mitògraf suec Johannes Magnus, segle XVI.

## Fonts terciàries
- Svensk historia d'Alf Henrikson, segle XX
- Heimskringla
- So-rummet
- Historiesajten
- Diccionari Biogràfic Suec (Arxiu Nacional Suec), segle XX

## Institucions
- Museu Històric d'Estocolm - {{format ref}} http://historiska.si/
- Historiska institutionen – Universitat d'Estocolm

## Sobre la historiografia de Suècia
- Artéus, Gunnar. Historieskrivningen i Sverige (A historiografia na Suécia) (en suec).  Lund: Studentlitteratur, 2012, p. 222. ISBN 9789144070438.

## Els primers cronistes suecs
- Èric d'Uppsala (-1486), Chronica regni Gothorum (segle XV)
- Johannes Magnus (1488-1544), Historia de omnibus Gothorum Sveonomque regibus (segle xvi)
- Olaus Magnus (1490-1557)
- Olaus Petri (1493-1552)
- Joan Messênium (1579-1636)